# Nagalim
Nagalim és el nom modern del país dels nagues. En existir un Nagaland, l'estat indi d'aquest nom, els territoris habitats pels nagues més enllà de Nagaland no tenien cap nom diferenciat i en llengua pròpia, per la qual cosa els nacionalistes van designar el de Nagalim. "Lim" vol dir "terra" en llengua ao naga,la primera llengua naga en què es van traduir les Escriptures, ja al segle XIX. Seria doncs, l'equivalent naga dels Països Catalans.